# Franciaország bukaresti nagykövetsége
Franciaország bukaresti nagykövetsége (franciául: Ambassade de France à Bucarest, románul: Ambasada Franței la București) Franciaország és Románia kapcsolatainak egyik kiemelt intézménye, mely 1863-ban konzulátusként nyílt, 1880 óta követség, 1939 óta pedig - megszakítás nélkül - mint nagykövetség működik. Az épület Bukarest 1. kerületében, a Strada Biserica Amzei 13/15 alatt található.

## Története
Románia a 19. század második felében alakult, és I. Károly román király (akkor még fejedelem) uralkodása alatt, 1863-ban nyílt az első francia állandó képviselet, a bukaresti konzulátus (a forrásban hol konzulátusként, hol főkonzulátusként említik). A képviselet állandó személyzetet tartott fenn, és több tiszteletbeli konzul tartozott a felügyelete alá (Brăila, Galați, Jászvásár). Maga a konzulátus szervezetileg a konstantinápolyi követség alá tartozott. 1880-ban a képviseletet követségi szintre emelték, az első követ Jules Ducros-Aubert lett. A következő években gyarapodik a konzulátusok száma: új intézmény nyílik Konstancában és Tulcsában. 1886-tól teljesít szolgálatot Romániában francia katonai attasé.
A nagykövetség székhelye 1899 óta az úgynevezett Résidence de France Strada Biserica Amzei 13/15, melyet kezdetben béreltek, majd 1919-ben megvásároltak. 1938-ban bővítették úgy, hogy a szomszédos telket megvásárolva egy tömböt hoztak létre, ahol a nagykövetség több épülete található a mai napig. A nagykövetség épülete helyi jelentőségű műemlék; a romániai műemlékek hivatalos jegyzékében a B-II-m-B-18149 LMI-kóddal jelölve.
Szintén 1938 az az év, amikor a képviseletet nagykövetségi szintre emelték. Összehasonlításul: Magyarország diplomáciai kapcsolataiban csak az 1950-es években jutott oda, hogy nagykövetségi szintre emelhette némelyik misszióját, és csak az 1970-es években lett világszerte általános gyakorlat, hogy az új képviseleteket már nagykövetségi rangban nyitották.
második világháború során - sok más képviselettel ellentétben - a romániai francia nagykövetség nem zárt be. Románia ugyanis elismerte a Vichy-kormányt, így a diplomáciai kapcsolatok bizonyos értelemben jogfolytonosak voltak.
A világháborút követően kialakult Nicolae Ceaușescu fémjelezte rendszerben a kapcsolatok fennmaradtak ugyan, de visszafogottá váltak. 1989-től azonban a kapcsolatok intenzívebbek lettek, különösen konzulátusi és kulturális szinten.